# Družba hčera Marije pomočnice
Družba hčera Marije pomočnice (ital. Figlie di Maria Ausiliatrice), kratica: FMA (lat. Congregatio Filiarum Mariae Auxiliatricis), opisno: Don Boskove salezijanke, je ženski cerkveni red, ki deluje kot apostolska družba. 
Njegove članice se posvečajo izobraževanju in skrbi za revna ter zapuščena dekleta in žene, po zgledu redovne soustanoviteljice Marije Dominike Mazzarello in v skladu s pravilnikom reda, sprejetim v italijanskem mestu Mornese.

## Zgodovina
Ime je redu izbral soustanovitelj Janez Bosko. 5. avgusta 1872 je prva skupina sester izpovedala zaobljube uboštva, čistosti in pokorščine.
Leta 2020 je red imel 11.535 članic (sester) v 89 državah in na petih kontinentih. 

### Poslanstvo
Red ohranja prvine krščanskega oznanjevanja ter zavezanosti k izobraževanju, članice delujejo v samostanom podobnim skupnostih, večinoma v urbanih okoljih, skrbijo za vzgojo, pomoč ter osamosvojitev deklet in žensk vseh starosti in stanov.
Sestre posebej gojijo marijansko duhovnost in pobožnost do Marije pomočnice kristjanov ter evharistije, enostavnost in ponižnost v medsebojnih odnosih, zavezanost tudi do vzgoje in izobraževanja otrok ter mladine.

## Hčerke Marije pomočnice na Slovenskem
Prve hčere Marije Pomočnice, Slovenke, ki so vstopile v družbo v Italiji, so prišle v Ljubljano leta 1936, sprva so delovale v salezijanskih hišah: v zavodu na Rakovniku v Ljubljani in v vzgojnem domu na Selu pri Ljubljani. Že leta 1938 pa so v Ljubljani (na Karlovški cesti 22) odprle internat za dijakinje in študentke, otroški vrtec in oratorij z raznovrstnimi dejavnostmi. Sestram so se kmalu pridružila nekatera dekleta, ki so želela vstopiti v njihove vrste (noviciat).
Po koncu druge svetovne vojne so se z nastopom nove komunistične oblasti polagoma zrušili temelji dotedanjega dela hčera Marije Pomočnice v Sloveniji. Edina hiša v Ljubljani, ki so jo takrat imele v lasti, jim je bila nacionalizirana (v Ljubljani na Karlovški cesti 22), sestre pa so bile dobesedno postavljene na cesto. Na različnih krajih so si posamično poiskale zaposlitev, vendar so ostale med seboj trdno povezane.
Leta 1959 so se sestre v tedanji Jugoslaviji znova zbrale v skupnost, in sicer na Reki na Hrvaškem. Tej skupnosti so počasi sledile še druge.
Po letu 1960 so se začele vedno bolj vključevati v katehezo in liturgično animacijo po župnijah. Leta 1969 so prišle na Bled, kjer so začele z novo pastoralno dejavnostjo v župniji: duhovnimi vajami za dekleta. Število sester je počasi, a vztrajno naraščalo.
10. februarja 1987 je bilo osem skupnosti na ozemlju tedanje Jugoslavije, ki so bile dotlej povezane pod italijansko inšpektorijo, združeno v samostojno vizitatorijo. Le-ta je čez šest let postala inšpektorija.
S političnimi spremembami in demokratizacijo po letu 1989 se je vzgojno-pastoralno delo sester (ponovno) lahko razširilo tudi na organiziranje in vodenje drugih dejavnosti: poletni oratorij, otroški vrtec, internat, prostočasne dejavnosti za mladino.
Leta 2006 so sestre ustanovile svoj zasebni zavod Dominika, z namenom, da bi lahko v Sloveniji v duhu krščanskega humanizma in z zgledom don Boskovega dela z otroki, mladino in odraslimi (predvsem med dekleti in ženami) organizirano bolje širile človeške in krščanske vrednote.
Do leta 2010 se je prej omenjenim dejavnostim pridružilo delo s prostovoljci v organizaciji VIDES, razni animacijski programi ter formacija prve skupine salezijank sotrudnic.
Leta 2020 je inšpektorija zaradi mednarodnosti sprejela in potrdila novo ime: »Slovensko-hrvaška inšpektorija Marija Pomočnica«. Ta sedaj obsega šest skupnosti v Sloveniji in dve na Hrvaškem (v Zagrebu in na Reki). Več sester deluje tudi v misijonih in v Italiji.